# 新潟県道296号横山巻線
新潟県道296号横山巻線（にいがたけんどう296ごう よこやままきせん）は、新潟県新潟市西蒲区内の一般県道である。

## 概要
西蒲区巻市街地北部を東西に横断する幹線道路で、横山バイパス（よこやまバイパス）の通称を有する。
巻町（現・西蒲区巻地区）市街地南部を横断する県道（現・国道460号）は道幅が狭隘な上、クランクなど交通上のネックが点在している。横山バイパスはこうした背景から、巻町の道路交通円滑化を図るため市街地北側で整備が進められた新道で、1973年（昭和48年）には町道から県道に昇格して県に移管。その後全通し、沿線では宅地化・市街地化が進んだ。1991年（平成3年）10月18日には町制施行100周年記念事業「育てよう緑の並木道」の一環で、起点の竹野町交差点から巻・西川・潟東消防事務組合消防本部（現・新潟市消防局西蒲消防署）付近までの700mの沿道に45本のケヤキが植樹された。
終点の巻北交差点から東側は県道380号を介し、国道116号（巻バイパス）の巻北インターチェンジ交差点に接続している。前述の国道460号のうち巻中心部の区間は大型車が通行できないため、多くの車両が迂回路として使用するなど、近年交通量が増加し続けている。それに加え越後線を横断する「館之城（たてのき）踏切」付近をはじめとする市街地区間は道幅がやや狭隘な上、歩道の整備が行き届いていない区間も多いことから、一層の整備が求められている。なお、整備が進められていた国道460号の巻南バイパスの巻地区南部の区間が2009年（平成21年）秋に開通したことにより、それまで横山バイパスに集中していた巻地区中心部の道路交通の分散化が図られている。

### 路線データ
- 起点：新潟市西蒲区竹野町字下田（＝竹野町交差点・新潟県道2号新潟寺泊線交点、新潟県道562号角田山麓公園線終点）
- 終点：新潟市西蒲区巻甲（＝巻北交差点・新潟県道380号今井巻線終点）
- 路線延長：2.1km[要出典]

## 路線状況

### 通称
- 横山バイパス

## 地理

### 通過する自治体
- 新潟県
新潟市（西蒲区）

### 交差する道路
- 新潟市西蒲区
  - 新潟県道2号新潟寺泊線（竹野町交差点）
  - 新潟県道562号角田山麓公園線（同）
  - 新潟県道374号五千石巻新潟線（館之城交差点）
  - 新潟県道380号今井巻線（巻北交差点）
  - 新潟市道＜旧116号＞（同）